# 이슬람의 이혼
이슬람교 율법에 따른 이혼은 남편이 시작하는 형태와 아내가 시작하는 형태 등 다양한 형태로 일어날 수 있다. 이슬람 관습법의 주요 범주는 탈라크(배척), 쿨으(상호 이혼) 및 파스흐(종교 법원에서의 혼인 해소)이다. 역사적으로 이혼 규칙은 전통 이슬람 법학에서 해석된 샤리아에 의해 규율되었지만, 법학파에 따라 달랐으며, 역사적 관행은 때때로 법 이론과 달랐다.
현대에 들어 무슬림 다수 국가에서 개인 신분(가족)법이 법전화되면서, 이혼은 일반적으로 "이슬람법의 범위 내"에 머물러 있었지만, 이혼 규범에 대한 통제는 전통 법학자에서 국가로 넘어갔다.

## 쿠란의 원칙
쿠란에 따르면, 결혼은 "견고한 유대"라는 특성화와 이혼을 규율하는 규칙에서 알 수 있듯이 영구적이어야 한다. 배우자 간의 관계는 이상적으로 사랑(30|21|b=)에 기반해야 하며, 두 배우자에 대한 중요한 결정은 상호 동의로 이루어져야 한다. 결혼의 조화가 이루어질 수 없을 때, 쿠란은 배우자에게 결혼을 끝내는 것을 허용하지만, 이 결정은 가볍게 여겨서는 안 되며, 배우자의 가족은 중재자를 임명하여 화해를 시도하도록 개입할 것을 요청받는다. 쿠란은 또한 성급한 이혼을 막기 위해 대기 기간을 설정한다. 월경 중인 여성의 경우, 이혼이 확정되기 전의 대기(잇다) 기간은 세 번의 월경 기간이다. 폐경기 후 여성과 월경을 하지 않는 여성의 경우, 대기 기간은 세 달이다. 이는 여성이 임신하지 않았음을 확인하여 다음 남편과의 자녀의 친자 관계를 보장하고, 남편에게 결정을 재고할 시간을 주기 위함이다. 또한, 아내와 성관계를 하지 않겠다고 맹세하여 자동 이혼으로 이어질 수 있는 남자는 맹세를 깨뜨릴 수 있는 4개월의 기간이 허용된다.
쿠란은 이슬람 이전 아라비아에 존재했던 이혼 관행의 성 불평등을 실질적으로 개혁했지만, 일부 가부장적 요소는 살아남았고 다른 요소들은 후세기에 번성했다. 이슬람 이전, 아랍인들 사이의 이혼은 불문 관습법에 의해 규율되었는데, 이는 지역과 부족에 따라 달랐으며, 그 준수는 관련 개인과 집단의 권위에 달려 있었다. 이 시스템에서 여성은 특히 취약했다. 쿠란의 결혼 및 이혼 규칙은 모든 무슬림에게 신의 권위에 의해 뒷받침되고 공동체에 의해 집행되는 고정된 규범을 제공했다. 초기 이슬람 개혁에는 아내에게 이혼을 시작할 가능성을 부여하고, 남편의 아내 재산에 대한 주장을 폐지하고, 강압적인 이유 없는 이혼을 비난하고, 남편이 제기한 근거 없는 불륜 주장을 범죄화하며, 이혼한 아내에 대한 남편의 재정적 책임을 제정하는 것이 포함되었다. 이슬람 이전 시대에는 남성들이 아내를 계속해서 배척하고 마음대로 다시 데려옴으로써 "불확실한" 상태로 두었다. 쿠란은 배척의 수를 세 번으로 제한했으며, 그 후 남성은 아내가 먼저 다른 남자와 결혼하지 않는 한 아내를 다시 데려갈 수 없다. 또한, 신랑이 신부 가족에게 지불했던 이슬람 이전의 신붓값(마흐르)은 신부의 재산이 된 신부대금으로 바뀌었지만, 일부 학자들은 마흐르의 일부를 신부에게 주는 관행이 이슬람 도래 직전에 시작되었다고 믿는다.
이혼 문제는 쿠란의 네 가지 다른 수라에서 다루어지며, 2:231절에 명시된 일반 원칙이 포함된다.
만일 너희가 여인을 이혼하고 정해진 기간이 되면 너희는 아내를 좋게 데리고 있거나 좋게 풀어 주어라. 그러나 악의를 품고 복수하기 위해 아내를 데리고 있지 말라. 그렇게 하는 자는 스스로에게 불의를 행하는 것이니라.

## 고전 샤리아

### 법적 맥락
고전 이슬람법은 다양한 법학파가 개발한 방법론을 사용하여 이슬람의 경전(쿠란과 하디스)에서 파생되었다. 역사적으로 법학자(무프티)들이 해석했으며, 그들은 어떤 질문에도 무료로 법적 의견(파트와)을 제시할 것으로 기대되었다. 가족 분쟁은 일부 법적 문제를 결정할 만큼 충분한 법률 교육을 받은 재판관(카디)이 주재하는 종교 법원에서 다루어졌으며, 어려운 법적 문제에 직면하면 무프티에게 문의했다. 재판관들은 지역 사회의 활동적인 구성원이었고, 분쟁 해결에 선호되는 방식인 비공식 중재에도 참여했다. 법정 절차에서 그들은 법의 문자와 지역 사회 및 도덕적 우려의 요구 사항 사이를 중재하며, 사회적 조화를 보장하는 것이 궁극적인 목표였다. 실제 법적 관행은 해당 지역에서 지배적인 법학파의 원칙에서 때로는 여성에게 유리하게, 때로는 불리하게 벗어났다. 모든 사회 계층의 구성원과 그들의 증인은 전문 법률 대리인 없이 법정에서 사건을 변론했지만, 상류층 구성원은 일반적으로 대리인을 통해 변론했다. 여성들은 소송에 흔히 참여했으며, 주로 원고로서 자신의 주장을 적극적으로 펼쳤고, 재판관들은 그들에게 종종 공감적인 태도를 보였다. 법적 교리에 따르면, 일부 법 분야에서 여성의 증언은 남성의 증언의 절반의 가치를 가졌지만, 사용 가능한 증거는 이 규칙의 실제 효과가 제한적이었으며, 근대 이전 이슬람에서 여성의 법적 지위는 유럽 동시대인들과 비교할 만하거나 더 높았음을 시사한다.

### 탈라크 (배척)

#### 법학
탈라크(talaq)라는 용어는 일반적으로 "배척" 또는 단순히 "이혼"으로 번역된다. 고전 이슬람법에서는 남편이 아내에게 자신을 배척한다고 선언함으로써 결혼을 해소할 수 있는 권리를 의미한다. 고전 법학자들은 화해할 수 없는 갈등으로 인한 동거 불가능과 같은 설득력 있는 이유가 없는 한 탈라크 선언을 금지되거나 비난받을 만한 것으로 다양하게 분류했다. 하지만 그들은 남편이 법원의 승인을 받거나 정당성을 제시할 것을 요구하지는 않았다. 법학자들은 유효한 배척에 특정 제한을 두었다. 예를 들어, 선언은 명확한 용어로 이루어져야 하며, 남편은 정신이 온전하고 강요받지 않아야 한다. 탈라크 시, 아내는 아직 지불되지 않은 마흐르를 전액 받을 권리가 있다. 남편은 아내가 임신한 경우 대기 기간이 끝날 때까지 또는 자녀를 출산할 때까지 재정적으로 지원할 의무가 있다. 또한, 아내는 자녀 양육비와 이슬람법이 정기적으로 결혼 중 지불하도록 요구하는 과거 미지급 유지비를 받을 권리가 있다.
남편에게 배척의 특권을 부여한 것은 남성들이 재정적 의무를 감안할 때 정당한 이유 없이 이혼을 시작하는 데 관심이 없을 것이라는 가정에 기반을 두었다. 또한, 고전 법학자들은 "여성의 본성은 합리성과 자제력이 부족하다"는 의견을 가지고 있었다. 정당성을 요구하는 것은 가족의 비밀이 대중의 감시를 받게 될 수 있으므로 두 배우자의 명성에 잠재적으로 해로울 수 있다고 보았다.
탈라크는 이슬람에서 이혼의 비난받을 만한 수단으로 간주된다. 최초의 탈라크 선언은 취소 가능한 배척(ṭalāq rajʿah)으로, 결혼을 종결시키지 않는다. 남편은 세 번의 완전한 월경 주기가 지속되는 대기 기간(잇다) 동안 언제든지 배척을 철회할 수 있다. 대기 기간은 부부에게 화해의 기회를 주고, 또한 아내가 임신하지 않았음을 확인하는 수단이다. 성관계 재개는 자동으로 배척을 철회한다. 아내는 대기 기간 동안 모든 권리를 유지한다. 이혼은 대기 기간이 만료되면 최종적으로 확정된다. 이를 "소규모" 이혼(al-baynuna al-sughra)이라고 하며, 부부는 재혼할 수 있다. 남편이 아내를 세 번째로 배척하면 "대규모" 이혼(al-baynuna al-kubra)이 발생하며, 그 후 부부는 다른 남자와의 개입된 결혼이 완결되지 않으면 재혼할 수 없다. 이것은 타흘릴(tahlil) 또는 니카 할랄라로 알려져 있다. 세 번째 선언을 취소 불가능하게 만듦으로써 남편이 "자유를 얻기" 위해 재정적 양보를 강요하는 수단으로 이혼의 반복적인 선언과 철회를 사용하는 것을 막는다. 또한 성급한 배척에 대한 억제책으로 작용한다.

#### 관행
여성들은 종종 마흐르(신부대금)와 가족이 제공하는 지참금 형태로 상당한 자본을 가지고 결혼했는데, 이를 가족 비용으로 쓸 의무는 없었고, 종종 남편에게 돈을 빌려주기도 했다. 이와 관련하여 발생하는 재정적 의무 때문에 탈라크는 남편에게 매우 비용이 많이 들고 많은 경우 재정적으로 파멸적인 행위가 될 수 있었다. 많은 배척당한 여성들은 이혼 합의금을 사용하여 가족 집에서 전 남편의 지분을 샀다. 역사적 기록에 따르면 탈라크는 쿨으보다 덜 흔했던 것으로 보인다.
맘루크 이집트의 가용 증거에 따르면 탈라크가 이혼의 주요 수단은 아니었다. 탈라크는 여성에게 장기적인 보호와 재정적 지원을 박탈하고, 자녀 양육권을 잃게 되므로 재혼을 막기 때문에 재앙적인 것으로 간주되었다. 이로 인해 정당한 이유 없는 배척은 사회적으로 부적절한 것으로 여겨졌다. 오스만 제국의 레반트에 대한 연구에 따르면 여성들은 남편이 탈라크 선언을 했을 때 "합리성 감소"의 징후를 보였다고 주장함으로써 탈라크 선언을 무효화할 수 있었고, 다른 여성들은 남편이 철회하지 않은 탈라크 선언을 사용하여 나중에 그가 그렇게 했다는 것을 증명할 수 있다면 이혼을 얻을 수 있었다.

#### 탈라크 알비다와 삼중 탈라크
탈라크 유형은 무함마드의 가르침에 부합한다고 여겨지는 탈라크 알순나와 비드아(혁신) 이탈로 간주되는 탈라크 알비다로 분류될 수 있다. 탈라크 알순나는 다시 가장 덜 불승인되는 탈라크 형태인 탈라크 알아흐산과 탈라크 알하산으로 세분된다. 아흐산 탈라크는 한 번의 취소 가능한 이혼 선언과 대기 기간 동안의 성적 금욕을 포함한다. 하산 탈라크는 아내의 의례적 순결 상태에서 월경 주기가 중간에 개입하고 그 동안 성교가 없었을 때 세 번의 선언을 하는 것을 포함한다.
탈라크 알순나와 달리 탈라크 알비다는 대기 기간을 지키지 않으며 돌이킬 수 없이 결혼을 종결시킨다. 이는 "삼중 탈라크", 즉 탈라크 선언을 세 번 반복하거나 "너는 나에게 하람이다"와 같은 다른 공식을 포함할 수 있다. 일부 법학파는 한 번의 만남에서 행해진 삼중 탈라크를 "중대한" 이혼으로 간주한 반면, 다른 법학파는 이를 "경미한" 이혼으로 분류했다. 탈라크 알비다는 쿠란 원칙보다는 이슬람 이전의 이혼 관습을 반영하며, 전통적인 수니 법학에서는 법적으로 유효하지만 특히 불승인되는 이혼 형태로 간주된다. 이슬람 전통에 따르면, 무함마드는 삼중 탈라크 관행을 비난했으며, 두 번째 칼리프 우마르는 이를 사용한 남편들을 처벌했다.
시아파 법학은 탈라크 알비다를 인정하지 않는다.

#### 타프위드 (위임된 탈라크)
남편은 배척권을 아내에게 위임할 수 있다. 이 위임은 혼인 계약(니카) 작성 시 또는 결혼 중 조건부로 또는 무조건적으로 이루어질 수 있다. 많은 여성들이 결혼 계약에 그러한 조항을 포함시켰다. 일반적으로 계약은 남편이 두 번째 아내와 결혼할 경우 아내에게 "자신을 배척"할 권리를 부여했다. 위임된 배척은 ṭalāq al-tafawud 또는 tafwid라고 불린다.

### 쿨으 (상호 이혼)

#### 법학
쿨으(Khulʿ)는 아내가 시작하는 계약적 이혼 유형이다. 이는 2:229절의 권위에 근거한다.
너희가 아내를 이혼할 때, 너희가 그들에게 준 것을 돌려받는 것은 허락되지 아니하느니라. 단, 둘 다 하느님의 경계를 지킬 수 없다고 두려워할 때에는 그러하지 아니하니, 그 둘에게 아무런 비난도 없느니라. 여인이 자신을 자유롭게 하기 위해 돌려주는 것이 있다면 이 또한 그러하니라. 이것이 하느님이 정하신 경계이니, 이를 넘어서지 말라.

이는 무함마드가 한 남자에게 아내가 마흐르의 일부로 받은 정원을 돌려준다면 아내의 이혼 요청에 동의하라고 지시한 하디스에 추가로 기반을 두고 있다. 쿨으는 부부가 아내가 지불하는 금전적 보상과 교환으로 이혼에 동의할 때 완료되며, 이 보상은 아내가 받은 마흐르의 가치를 초과할 수 없으며, 일반적으로 더 적은 금액이거나 아직 지불되지 않은 부분을 포기하는 것을 포함한다. 하나피 학파와 말리키 학파는 아내가 보상을 지불할 것을 요구하지 않는다. 이혼은 계약이 완료되면 최종적이며 취소 불가능하다. 부부는 탈라크의 경우와 같이 정의된 대기 기간 동안 화해할 수 없지만, 계약에 의해 요구 사항이 면제되지 않는 한 남편은 해당 기간 동안 유지비를 지불해야 한다. 탈라크의 경우와 마찬가지로 쿨으가 세 번째로 완료되기 전까지는 재혼이 가능하다. 남편이 탈라크를 선언하는 대신 쿨으에 동의하도록 아내를 압박하여 관련 재정적 책임을 회피하려고 하면 이혼은 무효로 간주된다. 탈라크와 마찬가지로 쿨으는 법정 밖에서 이루어진다.

#### 관행
이스탄불, 아나톨리아, 시리아, 무슬림 키프로스, 이집트, 팔레스타인 연구에서 쿨으의 상대적 빈도가 주목되었다.
맘루크 이집트와 오스만 제국 통치하의 발칸반도 연구에서 쿨으가 이혼의 주요 수단이었음이 밝혀졌다. 여성들은 남편으로부터 합의를 강요하기 위해 여러 전략을 사용했다. 일부는 결혼 및 가사 의무를 소홀히 하여 남편에게 가족 생활을 불가능하게 만들었다. 다른 일부는 지연된 마흐르의 즉시 지불을 요구했는데, 남편이 지불할 수단이 없음을 알고 그렇게 하지 않으면 투옥될 것임을 알았기 때문이었다.
일부 사례에서 쿨으 계약은 아내로부터 어떠한 보상도 포함하지 않았으며, 다른 사례에서는 여성들이 남편의 모든 재정적 의무를 포기하기도 했다. 오스만 제국의 레반트 연구에 따르면, 쿨으가 실제로는 탈라크가 아님을 보장하기 위해 다양한 법원 절차가 마련되었다.

### 니카 할랄라

#### 법학
니카 할랄라(Nikah halala, tahleel 결혼이라고도 함)는 삼중 탈라크로 이혼한 여성이 다른 남자와 결혼하여 결혼을 완결하고 다시 이혼하여 전 남편과 재혼할 수 있도록 하는 관행이다. 그러나 이러한 결혼은 무함마드가 이러한 결혼을 한 자들을 저주했다고 명시된 사히 등급의 하디스에 따르면 이슬람교에서 금지되어 있다.

### 재판상 이혼

#### 법학
결혼은 재판상 이혼을 통해서도 해소될 수 있다. 배우자 중 한 명은 카디 법원에 재판상 이혼을 청원할 수 있지만, 결혼 해소를 위한 설득력 있는 근거가 있어야 한다. 법원은 각 가족에서 중재자를 임명하여 중재를 통한 화해를 모색하는 것으로 절차를 시작한다. 이러한 노력이 실패하면, 법원은 결혼 파탄의 책임과 그에 따른 재정적 결과를 분배하여 분쟁을 판결한다. 책임의 예로는 잔인함; 남편의 부양 미제공 또는 마흐르의 즉시 할부 미지급; 불륜; 유기; 도덕적 또는 사회적 부적합; 특정 질병; 그리고 결혼에 해로운 투옥 등이 있다. 재판상 이혼은 결혼 계약에 명시된 조항 위반에 대해서도 청구할 수 있다. 서로 다른 법학파들은 이러한 이혼 사유의 서로 다른 하위 집합을 인정했다. 가장 광범위한 이혼 사유를 인정한 말리키 학파는 아내의 남편에 대한 증오도 유효한 이혼 사유로 인정하며, 판사에게 상당한 해석 재량을 부여하는 "피해"(ḍarar) 범주를 명시한다.

#### 관행
오스만 제국 통치하 일부 지역에서는 지배적인 하나피 학파의 제한 때문에 여성들이 쿨으를 제외하고는 이혼하기가 거의 불가능했지만, 일부 예외가 발견되었다. 가장 심각한 문제는 유기였는데, 이는 재판상 이혼 사유로 인정되지 않았다. 이를 해결하기 위해 일부 사례에서는 여행을 떠나는 남자가 아내에게 특정 기간 내에 돌아오지 않을 경우 탈라크를 허용하는 편지를 남겼다. 다른 사례에서는 하나피 판사들이 말리키 또는 한발리 동료를 초대하여 이혼을 선언하게 하거나, 여성이 직접 이 학파 중 한 곳의 판사를 찾아가 이혼을 구했다. 동일한 접근 방식이 부양 미제공의 경우에도 이혼을 성립시키는 데 사용되었다. 오스만 발칸반도에서는 여성이 남편이 "좋은 무슬림이 아니다"라는 이유로 이혼을 신청할 수 있었다.
이슬람법상 비무슬림 남성과 무슬림 여성 간의 결혼은 금지되어 있으므로, 기혼 여성이 이슬람으로 개종했으나 남편은 개종하지 않은 경우, 무슬림 당국은 결혼을 무효로 간주하고 여성은 자녀의 양육권을 얻었다. 17세기 자료에 따르면 오스만 제국 전역의 비무슬림 여성들이 이혼을 얻기 위해 이 방법을 사용했다.

### 맹세

#### 법학
남편은 세 가지 유형의 맹세를 통해 결혼을 끝낼 수 있다: 금욕 맹세(īlāʿ 및 iẓhar), 친자 부인(liʿan), 조건부 ṭalāq. 처음 두 가지 유형은 쿠란(ila의 경우 2:226–227, izhar의 경우 58:2–4)에 의해 확인된 이슬람 이전의 관행이었으며, 쿠란은 또한 izhar가 법적으로 유효하더라도 비난받을 만하다는 것을 분명히 한다.
일라(Ila)는 남편이 최소 4개월 동안 아내와의 성관계를 삼가겠다고 맹세하는 것이다. 맹세를 이행하면 결혼은 해소되고, 맹세를 어기면 결혼은 계속된다. 이자르(izhar 또는 ẓihār) 맹세에서 남자는 아내가 어머니처럼 성적으로 금지된다고 선언한다. 남편은 맹세를 깨고 결혼을 재개할 수 있다. 두 맹세 중 하나를 깨는 것은 가난한 사람들을 먹이거나 금식하는 방식으로 속죄해야 한다.
리안 맹세에서 남편은 아내의 자녀에 대한 친자 관계를 부인한다. 아내는 불륜을 부인하는 맹세를 할 기회를 얻으며, 아내가 그렇게 하고 남편이 계속해서 비난하면 판사에 의해 결혼이 해소되고 부부는 다시는 재혼할 수 없다.
조건부 탈라크 맹세에서 남편은 자신이나 아내가 특정 행동을 하면 아내와 이혼하겠다고 선언한다. 이 맹세는 지정된 행동에 따라 아내를 보호하는 역할을 하거나 남편의 협박으로 작용할 수 있다.

#### 관행
맘루크 및 오스만 통치 하의 관행 연구에서는 리안 또는 금욕 맹세의 사용 사례는 발견되지 않았지만, 조건부 탈라크는 중요한 역할을 한 것으로 보인다. 이는 아내에게 다양한 위협을 가하거나 약속을 하는 데 사용되었다. 오스만 이집트의 결혼 계약에는 지배적인 하나피 학파에서 재판상 이혼 사유로 인정되지 않았던, 예를 들어 부양비 미지급이나 두 번째 아내와의 결혼과 같은 조건부 탈라크 조항이 흔히 포함되었다.

### 이혼의 다른 결과
이슬람법은 공동 재산의 개념을 인정하지 않으며, 재산 분할은 각 배우자에게 귀속되는 것을 기준으로 한다. 아내는 자녀가 성인이 될 때까지(그 정의는 법학파마다 다름) 양육권을 얻으며, 아버지는 후견권을 유지한다.
오스만 제국 통치 하의 자녀 양육 관행은 하나피 법학 규칙을 따른 것으로 보이나, 오스만 이집트에서는 일반적으로 자녀들이 규정된 연령을 넘어서도 이혼한 어머니와 함께 지냈다. 이혼한 여성은 재혼하여 남편이 양육권을 주장하지 않는 한 자녀 양육권을 유지할 수 있었으며, 이 경우 일반적으로 친척 여성에게 넘어갔다. 맘루크 시대에는 여성들이 양육비 청구권을 포기하여 양육 기간을 연장할 수 있었다.

### 이혼 시 신부대금(마흐르)
마흐르(Mahr)는 결혼 시 신랑이 신부에게 주는 혼인 선물이다. 이를 받으면 신부의 단독 재산이 되며 사용 및 처분에 완전한 자유가 있다. 마흐르 없이 결혼 계약은 유효하지 않다. 마흐르의 금액은 일반적으로 신부의 사회경제적 지위에 따라 결정되었다. 마흐르의 일부를 나중에 지불하는 것이 흔했으며, 이는 남편의 일방적 이혼권 행사를 억제하는 역할을 했지만, 고전 법학자들은 마흐르 지불 연기의 허용 여부와 방식에 대해 의견이 달랐다.
이슬람 법학은 누가 이혼을 요구하는지, 그리고 성교가 있었는지 여부에 따라 이혼 시 마흐르 처리에 대한 명확한 지침을 가지고 있다. 남편이 이혼을 요구하고 성교가 있었거나 그가 아내와 단둘이 있었던 경우, 그는 전체 마흐르를 지불한다; 남편이 이혼을 요구하고 성교가 없었던 경우, 남편은 신부대금의 절반을 지불한다; 아내가 이혼을 요구하고 성교가 있었던 경우, 남편은 마흐르의 절반을 지불한다; 그리고 아내가 이혼을 요구하고 성교가 없었던 경우, 남편은 마흐르를 지불할 필요가 없다.

## 현대

### 법적 변혁
현대에 들어 샤리아 기반 법률은 유럽 모델에 기반한 법령으로 광범위하게 대체되었으며, 그 고전적 규칙은 개인 신분(가족) 법률에서만 주로 유지되었다. 이러한 현상에 대해 다양한 설명이 제시되었다. 여러 학자들은 이 법률이 다른 법률보다 쿠란과 하디스에 더 광범위하게 명시되어 있어 신자들이 이러한 규칙에서 벗어나는 것을 받아들이기 어려웠다고 주장했다. 반면 와엘 할라크는 이를 식민주의의 유산으로 본다: 가족법을 변경하는 것은 식민지 행정에 이득이 되지 않았고, 식민지 강대국은 이러한 법률이 인구에게 신성하다고 주장하며, 그 보존을 존경의 표시로 홍보했는데, 이는 다시 현대 무슬림 정체성 정치에서 준거점으로 채택되는 결과를 낳았다.
현대에 가족법에 중요한 변화가 일어났다. 법률은 입법 기관에 의해 법전화되었고, 또한 원래의 맥락에서 벗어나 일반적으로 법원 절차 및 법률 교육에서 서구 관행을 따르는 현대 법률 시스템으로 대체되었다. 이는 법률을 고전적 해석 전통과 법률이 포함되어 있던 근대 이전 법률 시스템의 제도적 기반 모두에서 단절시켰다. 특히 이혼 규범에 대한 통제는 전통 법학자에서 국가로 넘어갔지만, 일반적으로 "이슬람법의 범위 내"에 머물러 있었다.
그녀의 기사 '불평등한 파트너십'에서 술레마 자한기르는 여성에 대한 모든 형태의 차별철폐에 관한 협약 및 기타 국제 표준이 결혼에 대한 여성의 비재정적 기여가 배우자 간의 동등한 지위를 가능하게 하기 위해 인정되어야 한다고 강조한다. 많은 무슬림 국가들은 결혼에 대한 여성의 비재정적 기여를 설명하고 이혼 보상을 개선하는 방법을 모색하고 있다. 요르단, 모로코, 알제리, 이집트, 시리아, 리비아, 튀니지와 같은 일부 무슬림 국가들은 신부대금과 유지비 외에 이혼 배우자에게 이슬람의 친절의 일부로 '마타아'라는 추가 보상을 지급하는 법률을 시행하고 있다. 많은 무슬림 국가들은 결혼 계약인 니카나마에 '하크 메헤르'(재정적 유지비 및 자본 상금에 대한 권리)라는 조건을 추가하고 있다.

### 개혁 방법
20세기 초부터 변화하는 사회 조건은 전통적인 이슬람 이혼법에 대한 불만을 증대시켰다. 남편의 일방적 배척권을 제한하고 여성에게 이혼을 시작할 더 큰 능력을 부여하기 위해 다양한 개혁이 이루어졌다. 이러한 개혁은 여러 방법을 활용했으며, 그 중 가장 중요한 것은 다음과 같다:
- 국가법 법전화 시 단일 법학파에 제한되지 않는 고전 법학적 의견 선택(타카유르)
- 법원의 재량권 확대
- 지배자가 형평성과 편의를 고려하여 정책을 제정하는 것을 승인하는 고전적 시야사 샤르이야(siyasa shar'iyya) 교리에 근거한 행정 조치[39]
- 형사 처벌 부과
- 쿠란 경전의 현대적 해석(때때로 네오-이즈티하드 및 페미니스트 타프시르라고도 함)
- 공익(마슬라하) 교리에 호소

술레마 자한기르에 따르면, 튀르키예에서는 개정된 민법이 결혼 중 취득한 재산과 자산의 평등한 분할을 기본 재산 제도로 규정한다. 인도네시아와 싱가포르에서는 법원이 재량권을 가지는데, 인도네시아에서는 법원이 여성의 비재정적 기여를 인정하기 위해 이혼 시 부부 공동 재산을 분할할 수 있으며, 싱가포르에서는 아내의 가족 기여를 고려하여 재정적 기여가 없더라도 가정과 자녀 양육에 기여한 것으로 간주하여 자산의 35%를 아내와 공유해야 한다. 반면 말레이시아에서는 결혼 기간과 각 배우자의 기여에 따라 이혼하는 배우자가 자산의 최대 3분의 1을 받을 수 있다.
인도의 전인도 무슬림 개인법 위원회는 인도의 삼중 탈라크 관행에 대한 논란에 대응하여 2017년 4월 탈라크에 관한 행동 강령을 발표했다. 또한 정당한 이유 없이 또는 샤리아에서 규정하지 않은 이유로 삼중 탈라크를 사용하거나 무모하게 이혼하는 자는 사회적으로 불매될 것이라고 경고했다.
인도에서는 2019년 7월에 2019년 무슬림 여성 (결혼권 보호) 법안이 통과되어, 어떤 형태의 즉석 삼중 탈라크(탈라크 알비다)라도(구두, 서면, 전자적 수단 불문) 불법, 무효로 간주되며 최대 3년의 징역형에 처해질 수 있다. 새로운 법에 따르면, 피해 여성은 부양 자녀에 대한 양육비를 요구할 권리가 있다. 인도는 삼중 탈라크를 금지한 23개국 중 하나이다.

## 유병률
요세프 라파포르트에 따르면, 15세기에는 현대 중동보다 이혼율이 더 높았는데, 현재 중동의 이혼율은 일반적으로 더 낮다. 15세기 이집트에서는 알사카위가 여성 500명의 결혼 이력을 기록했는데, 이는 중세 결혼에 대한 가장 큰 표본이며, 이집트와 시리아의 맘루크 술탄국 여성의 최소 3분의 1이 한 번 이상 결혼했으며, 많은 여성이 세 번 이상 결혼했음을 발견했다. 알사카위에 따르면, 15세기 카이로의 결혼 중 10분의 3이 이혼으로 끝났다.
20세기 초, 서부 자와섬과 말레이반도의 일부 마을에서는 이혼율이 70%에 달했다.
최소한 21세기 한 국가인 인도에서는 2017년 약 1억 9천만 명의 무슬림 인구를 보유하고 있는데, 삼중 탈라크는 2017년 8월 금지될 때까지 매우 흔한 이혼 형태였다. 삼중 탈라크 금지에 앞서 적극적인 캠페인을 벌였던 바라티야 무슬림 마힐라 안돌란(BMMA - 인도 무슬림 여성 운동)은 무슬림 여성을 대상으로 설문조사(2007년 이후 시작)를 실시하여 조사 대상 4,710명 중 525명이 이혼했으며, 그 중 414명 또는 78%가 즉석 삼중 탈라크를 통해 이혼한 것으로 나타났다.

## 같이 보기
- 혼인 무효
- 혼인 무효 (가톨릭 교회)
- 파키스탄의 이혼
- 게트 (이혼 문서)
- 거룩한 권리